# Thijs van Dam
Thijs van Dam né le 5 janvier 1997 à Delft, est un joueur de hockey sur gazon néerlandais. Il évolue au poste d'attaquant au HC Rotterdam et avec l'équipe nationale néerlandaise.

## Carrière
Il a remporté en équipe nationale:
- la médaille d'argent à la Coupe du monde en 2018
- la médaille d'or à l'Euro 2021

Et il a terminé 5e avec les Pays-Bas pour ses premiers Jeux olympiques d'été en 2020.